# Стафілокок золотистий
Стафілокок золотистий (Staphylococcus aureus) — куляста грам-позитивна бактерія роду Стафілокок. Відкрита 1880 року Александром Огстоном, вперше описана 1884 року Оттомаром Розенбахом; шкідливі для людини властивості досліджено зокрема 1899 року Павлом Лащенковим (після масового отруєння в Харківському інституті шляхетних дівчат)[джерело?].
Назва отримана завдяки своєму зовнішньому вигляду: на відміну від більшості бактерій, які безбарвні, Staphylococcus aureus має золотисте забарвлення, зумовлене пігментом з групи каротиноїдів — стафілоксантином. Є збудником багатьох захворювань. Очолює список бактерій, які найчастіше спричинюють внутрішньолікарняні інфекції; у США реєструють понад сто тисяч випадків інфікування цим стафілококом на рік, багато із смертельним результатом.
Приблизно 25—40 % населення є постійними носіями цієї бактерії, яка може зберігатися на шкірі та слизових оболонках верхніх дихальних шляхів.
Від часу відкриття пеніциліну і активного його застосування проти стафілококів, бактерія мутувала і наразі більшість штамів стійкі до цього антибіотика, завдяки наявності у золотистого стафілокока пеніцилінази — ферменту, що розщеплює молекулу пеніциліну. Для лікування хворих, уражених цією бактерією, використовують метицилін — напівсинтетичний хімічно модифікований пеніцилін, який пеніциліназа не руйнує. Але вже є штами стійкі і до метициліну, тому штами золотистого стафілокока поділяють на метицилін-чутливі та метицилін-стійкі (MRSA), також виділяють ще стійкіші штами: ванкоміцин-резистентний (VRSA) і глікопептид-резистентний (GISA). Серед хворих, уражених метицилін-стійкими штамами, летальність досягає 31 %. Бактерія має близько 2600 генів і 2,8 мільйона пар основ у своєму геномі, завдовжки 0,5-1,0 мкм.